# 太田晴久
太田 晴久（おおた はるひさ）は日本の精神科医、昭和医科大学准教授。昭和医科大学発達障害医療研究所所長

## 著書

### 共著
- 『発達障害の患者学 治す医療から治し支える医療へ』アドスリー、2021年8月16日。ISBN 978-4-910513-03-4。（加藤進昌と共編）[2]

### 監修
- 『職場の発達障害 自閉スペクトラム症編』講談社〈健康ライブラリー〉、2019年4月11日。ISBN 9784065153314。[3]
- 『職場の発達障害 ADHD編』講談社〈健康ライブラリー〉、2019年11月28日。ISBN 9784065177495。[4]
- 『大人の発達障害 仕事・生活の困ったによりそう本』西東社、2021年1月26日。ISBN 9784791628452。[5]
- 『大人の発達障害 働き方のコツがわかる本』講談社〈健康ライブラリー〉、2024年2月29日。ISBN 9784065346709。[6]